# Simikot
Simikot é uma cidade do Nepal, a uma altitude de 2910 m.